# Teoria di Regge

Grafico di Chew-Frautschi in cui si vedono le traiettorie di Regge svilupparsi lungo rette (l'energia è rappresentata in termini di massa).

In fisica quantistica, la teoria di Regge studia l'interazione tra particelle in funzione di una grandezza fisica nota come momento angolare, estendendo i valori di tale momento, oltre ai soli valori multipli interi o seminteri di ħ, come previsto dalla meccanica quantistica, anche a valori complessi (prolungamento analitico) e prende il nome dal fisico Tullio Regge, che la sviluppò nel 1959 nel caso di velocità trascurabili rispetto a quella della luce (limite non relativistico).
In tale trattazione, diventano rilevanti per il calcolo delle interazioni (ampiezza di scattering) alcuni valori particolari del momento angolare complesso (poli della funzione complessa), noti come poli di Regge.
I poli, la cui parte reale corrisponde a un valore fisico del momento angolare, rappresentano stati di particelle reali, i cosiddetti reggeoni.
Ponendo su un piano la parte reale dei poli in funzione del quadrato dell'energia d'interazione e unendo i punti così trovati si ottengono delle traiettorie, note come traiettorie di Regge.
Nel 1960 Geoffrey Chew e Steven Frautschi congetturarono, partendo da un numero limitati di poli, che, per le particelle soggette all'interazione forte allora note (come il mesone ρ), tali traiettorie fossero delle rette. Tali traiettorie di Regge furono successivamente interpretate come prodotte da corde relativistiche rotanti, tali che, all'aumentare della velocità di rotazione, aumenta l'energia del sistema, a differenza di una particella elementare, che è un punto, e non può variare la sua velocità di rotazione. La teoria venne successivamente abbandonata con la scoperta dei quark, le particelle fondamentali che costituiscono quelle come il mesone ρ.
Nel 1968 il fisico Gabriele Veneziano partì dai poli di Regge e dall'analisi di Chew e Frautschi per sviluppare un suo modello di calcolo dello scattering, dalla cui evoluzione è nata la teoria delle stringhe.